# Бернд Гайнеманн
Бернд Рейнгольд Герхард Гайнеманн (нім. Bernd Reinhold Gerhard Heynemann, нар. 22 січня 1954, Магдебург) — колишній німецький футбольний арбітр (до 1991 року — східнонімецький), після завершення суддівської кар'єри — німецький політик. З 2002 по 2009 рік він був членом німецького Бундестагу.

## Суддівська кар'єра
Маючи освіту бізнес-адміністрування, він дебютував як головний арбітр в матчах Оберліги НДР в 1980 році, відсудивши у 98 іграх, а після возз'єднання Німеччини став працювати на матчах Бундесліги, відпрацювавши у 151 грі до кінця сезону 2000/01 року, коли вийшов на пенсію через вікові обмеження.
З 1988 по 1999 рік був арбітром ФІФА і працював на 14 іграх збірних та 42 матчах єврокубків. Зокрема працював на молодіжному чемпіонаті світу 1991 року, де відсудив одну гру.
Згодом отримав призначення на чемпіонат Європи 1996 року, на якому теж відпрацював на одній грі між збірними Хорватії та Португалії (0:3), та чемпіонат світу 1998 року, де відсудив два матчі: Колумбія — Туніс (1:0) та Італія — Норвегія (1:0)
До серпня 2010 року Гайнеманн працював суддівським спостерігачем на національному (1-й та 2-й футбольній Бундеслізі) та міжнародному (Ліга чемпіонів УЄФА) рівнях.

## Політична кар'єра
Спочатку був членом Соціалістичної єдиної партії Німеччини (SED), а у 1997 році вступив до Християнсько-демократичного союзу (ХДС).
В 1999 році був обраний муніципальним радником Магдебурга. Пізніше він був депутатом німецького Бундестагу з 2002 по 2009 рік. На федеральних виборах 2009 року він був прямим кандидатом від ХДС в окрузі Магдебург (виборчий округ 70), але з 31,0 % голосів не зумів обратись до Бундестагу на новий термін.